# سالفاتوري دي فيتوريو
سالفاتوري دي فيتوريو (بالإيطالية: Salvatore Di Vittorio)‏ هو موزع وملحن إيطالي، ولد في 22 أكتوبر 1967 في باليرمو في إيطاليا.

## وصلات خارجية
- الموقع الرسمي
- سالفاتوري دي فيتوريو على موقع ميوزك برينز (الإنجليزية)
- سالفاتوري دي فيتوريو على موقع ديسكوغز (الإنجليزية)